# Jüdischer Friedhof (Vacha)
Der Jüdische Friedhof Vacha liegt in der Stadt Vacha im Wartburgkreis in Thüringen. Er ist als geschütztes Baudenkmal registriert.

## Beschreibung
Der von einem Holzzaun umgebene jüdische Friedhof liegt am südöstlichen Ortsausgang in Richtung Völkershausen, östlich der Völkershäuser Straße (= Landesstraße L 2601) auf einer kleinen Anhöhe. Auf dem etwa 5000 m² großen Gelände stehen noch 64, zum größten Teil stark verwitterte Grabsteine.
Die Fotos vom jüdischen Friedhof stellen den Zustand am 17. August 2012 dar:

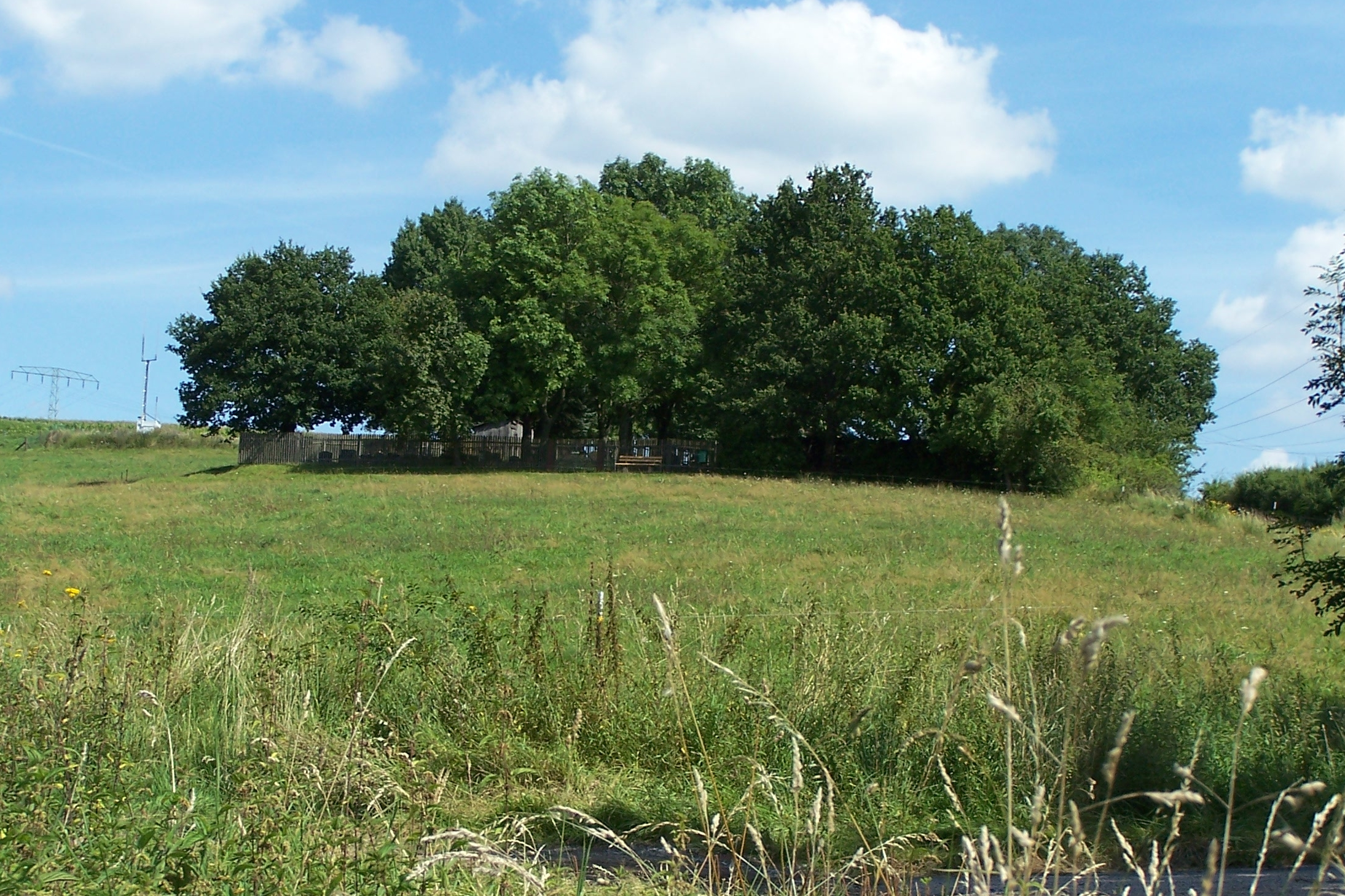
Der Friedhof liegt auf einer kleinen Anhöhe am südöstlichen Ortsausgang von Vacha.
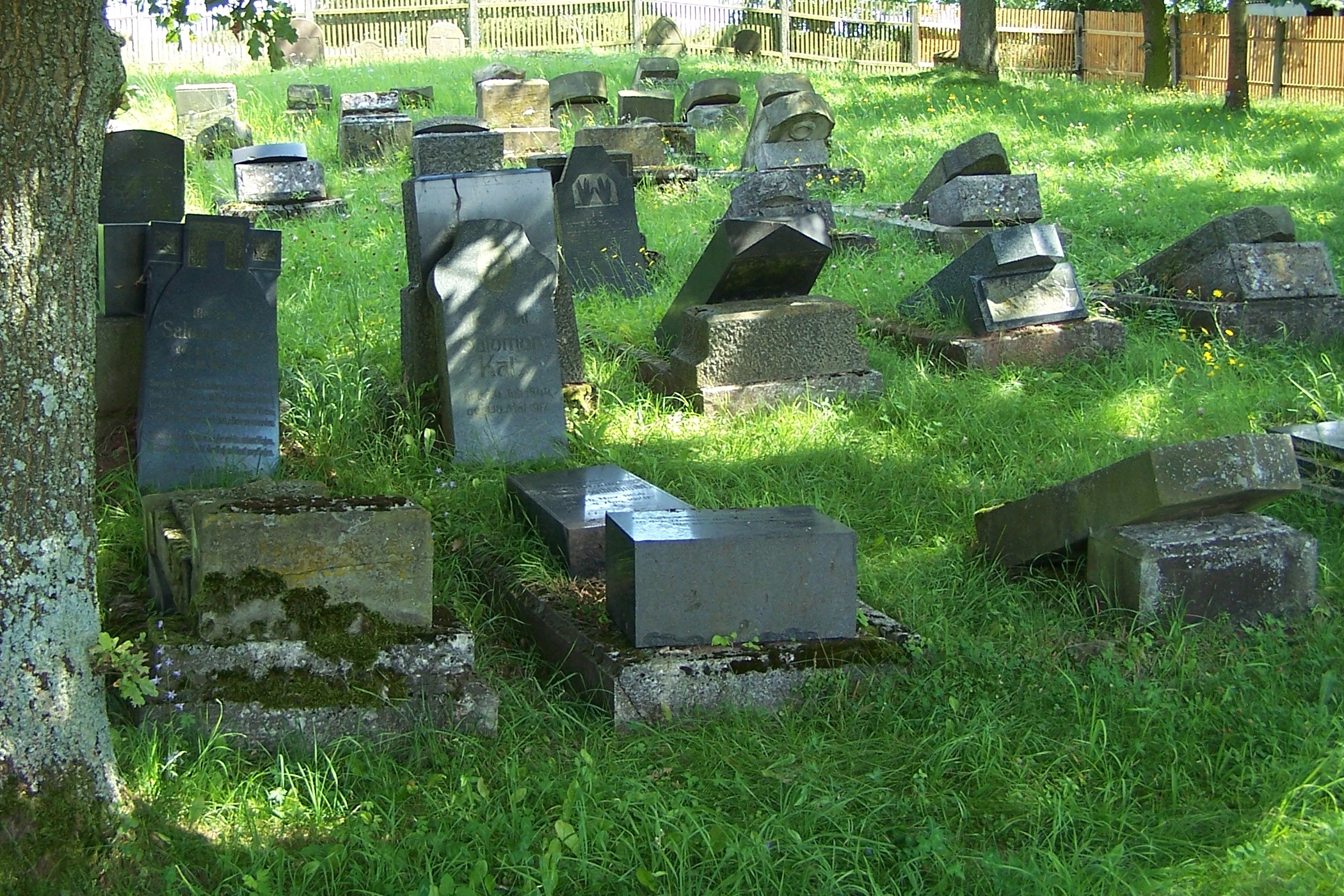
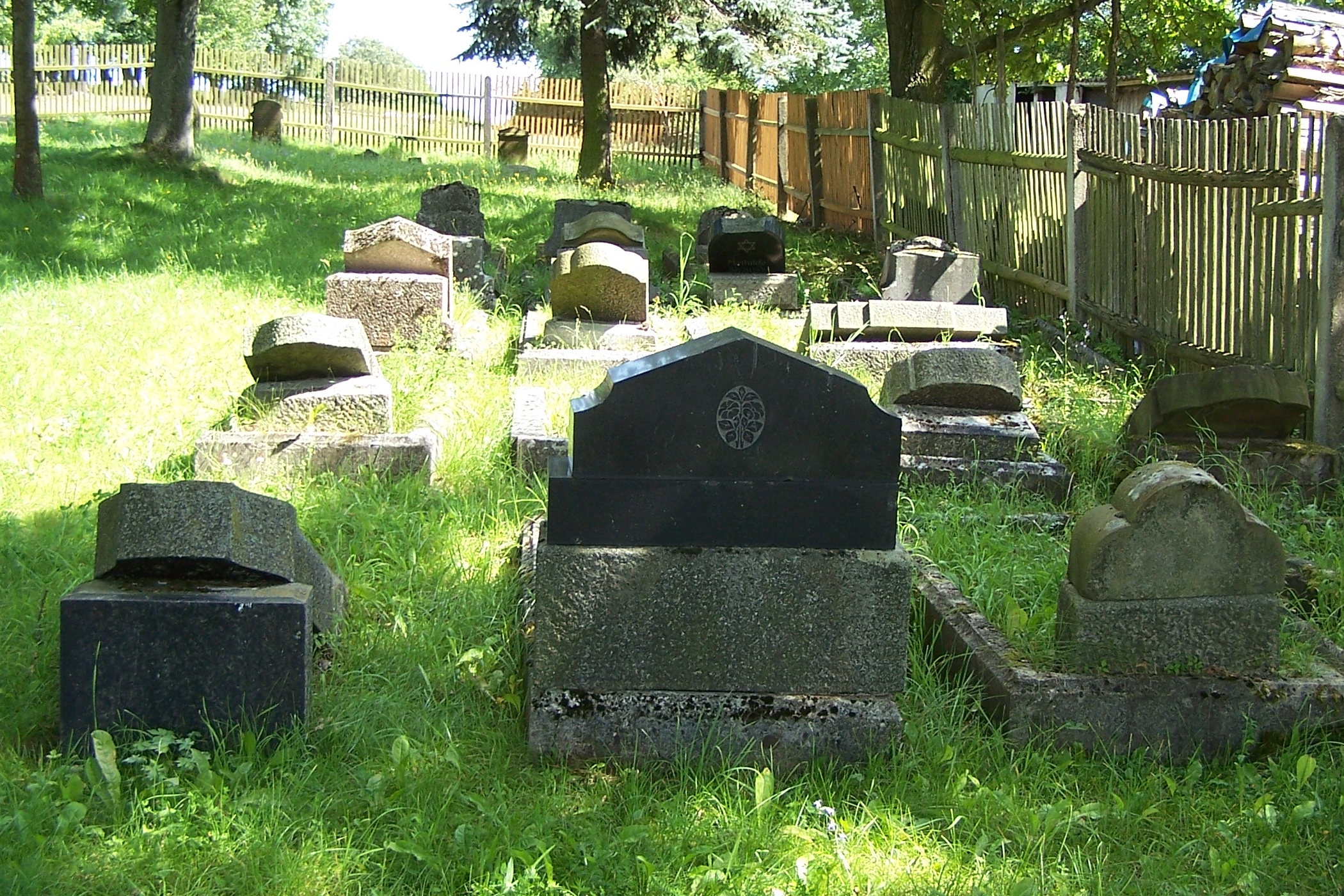
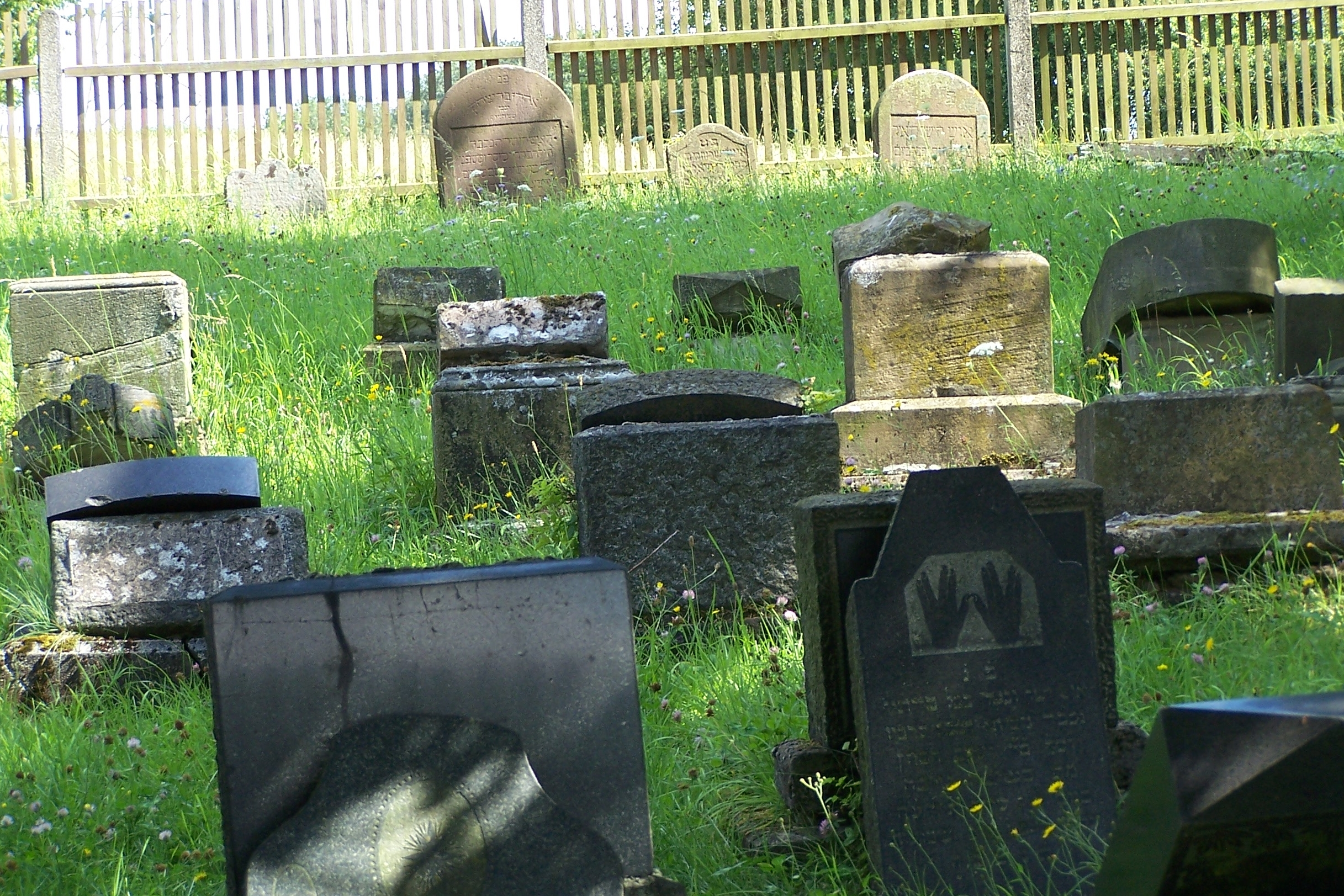

## Geschichte
Sichere Hinweise auf die Existenz eines jüdischen Friedhofes in Vacha gibt es erst aus dem 18. Jahrhundert: Der älteste erhaltene Grabstein ist von 1718 für Isaak, Sohn des Jehuda Abraham; 1732 wird der Friedhof erstmals in einer Urkunde genannt; 1771 wird ein Feldweg am „Judenkirchhof“ instand gesetzt. Zur Vergrößerung des Friedhofes kaufte die jüdische Gemeinde im Jahr 1778 ein angrenzendes Grundstück von der Stadt. Da der Friedhof um 1830 wiederum zu klein war, wurde er um ein angrenzendes Wiesenstück erweitert. An der Finanzierung beteiligten sich jüdische Familien in Völkershausen und Heringen (Werra), die den Friedhof auch nutzten. Zum letzten Mal wurde der Friedhof im Jahr 1882 vergrößert.
In der NS-Zeit ging der Friedhof in den Besitz der Stadt über. Im Jahr 1934 fand die letzte Beisetzung statt (Meier Baumgardt, 1855–1934). Unmittelbar nach Kriegsende wurde der Friedhof wieder hergerichtet.

### Friedhofsschändungen
Im Dezember 1929 wurden durch Steinwürfe die Schriftplatten einer Anzahl von Grabsteinen zerstört und im Mai 1932 wurde auf einem Grab ein totes Schwein gefunden. In der Nachkriegszeit wurde der jüdische Friedhof in Vacha mehrmals geschändet.